# 11230 Deschaffer
11230 Deschaffer eller 1999 JV57 är en asteroid i huvudbältet som upptäcktes den 10 maj 1999 av LINEAR i Socorro County, New Mexico. Den är uppkallad efter Daniel Edwin Schaffer.
Asteroiden har en diameter på ungefär 5 kilometer.